# خانه مرعشی
خانه مرعشی مربوط به دوره قاجار است و در شوشتر، دروازه غربی آبشارهای شوشتر واقع شده و این اثر در تاریخ ۱۷ اسفند ۱۳۸۱ با شمارهٔ ثبت ۷۹۳۳ به‌عنوان یکی از آثار ملی ایران به ثبت رسیده است.